# Смузі

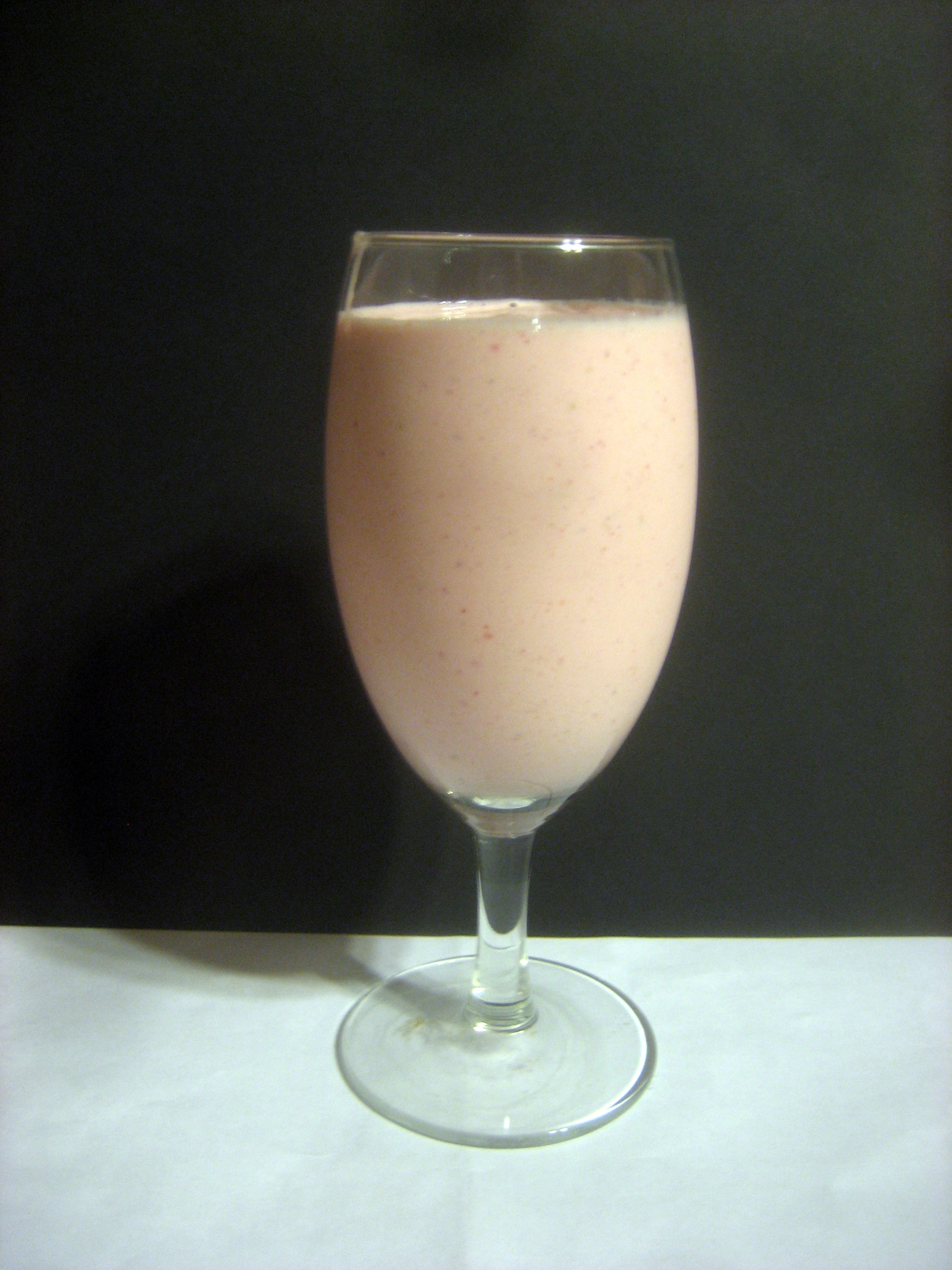
Смузі бананово-йогуртовий

Смузі сунично-йогуртовий

Сму́зі (англ. smoothie, від англ. smooth — рівний, гладкий, однорідний, м'який) — густий напій, коктейль, мус, приготовлений збиванням в блендері до стану пюре натуральних інгредієнтів — свіжих або свіжозаморожених фруктів, овочів, ягід, молока, йогурту, кефіру, морозива, вершків. Також у смузі можуть додаватися горіхи, мюслі, сир, сироп. 

## Історія
Пюреподібні фруктові напої з'явилися в 1930-х роках в магазинах здорового харчування на західному узбережжі Сполучених Штатів. В 1940-і роки фірма Ворінг (Waring®), що виробляла блендери (Blendor®) в кулінарних книгах, що прикладалися до них, опублікувала рецепти «бананового пюре» та «ананасового смузі». Назва «смузі» в значенні «пюре» почало використовуватись в книгах, журналах, і газетах для позначення продукції, виробленої в змішувачах. Смузі стали особливо популярні в Сполучених Штатах в середині 1960-х років, коли там почало поширюватись вегетаріанство.
В другій половині ХХ ст. смузі під загальною назвою «Дитяче харчування» виготовляли в Україні (тоді ще УРСР) і продавали його в склянках об'ємом 200 г у вигляді яблучних, морквяних, грушевих, гарбузових та інших пюре з м'якоттю. Також смузі тоді випускалося під назвою «Нектар з м'якоттю», зокрема з персиковою.

## Приготування смузі
Смузі виготовляється зі свіжих фруктів, ягід і овочів. Будь-яку комбінацію споживач складає на власний вибір. В багатьох країнах обов'язковим компонентом цього пюре є дрібно покришений в блендері лід.
До подрібнених фруктів можна додавати молоко, м'який сир, знежирений йогурт, мінеральну воду, мед, горіхи, імбир, корицю, естрагон, м'яту — одним словом, все що завгодно, навіть яйця. Овочеві смузі з томатів, моркви, огірка та болгарського перцю можна поєднувати із зеленню петрушки і кропу, селерою і салатом. Ніяких обмежень немає, все залежить від смакових уподобань.
Важливо, що процес приготування смузі нескладний і не забирає багато часу: достатньо лише протягом декількох секунд змішати всі інгредієнти в потужному блендері до стану ніжної густої маси. Смузі подається з льодом або без нього.

## Корисність
Смузі містить багато вітамінів і волокон, отже, корисне для здоров'я. Звичайним смузі з фруктів і овочів можна заповнити триденну норму вітамінів.
Ягоди, які входять до складу смузі, містять велику кількість антиоксидантів. Додавання ягід до смузі сприяє виведенню токсинів з організму.
В Америці і Європі смузі вживають з різними добавками — соєвим білком, кальцієм, полівітамінами і мінералами.
До речі, масово вживати в їжу смузі почали серфінгісти, тому що цей продукт швидко допомагає впоратися з відчуттям голоду і постачає вітаміни і мінерали, необхідні організму. Смузі добре відновлює сили, відмінно насичує і не створює тяжкості в шлунку.
Ця страва незамінна для схуднення. Зі смузі не доведеться голодувати, в той же час така дієта дуже смачна і корисна. Отже, щоб скинути 1,5–2 кг за тиждень, потрібно замінити два прийоми їжі (сніданок і вечеря) цим освіжаючим коктейлем. Сніданок бажано робити ягідно-фруктовий, вечерю — овочеву.
Смузі краще вживати через широку рурку і ретельно розжовувати навіть подрібнену масу. Насичення при цьому відбувається швидше.

## Обрані рецепти
Полунично-йогуртовий
250 г полуниці (свіжої або свіжомороженої), 250 мл нежирного молока, 150 мл натурального йогурту.
Змішайте у блендері полуницю з йогуртом до однорідної маси, потім додайте молоко. Ще раз збийте в блендері до одержання густої однорідної маси.
Малиново-грушевий
1 склянка ягід малини, 1 груша, 1 яблуко і стакан молока (1 % жирності), мед за смаком.
Збийте спочатку малину. Потім додайте молоко, порізані шматочками фрукти і збийте до однорідної маси.
Бананово-малиновий
1 стиглий банан, 1 1/2 склянки малини, 1/2 склянки 1%-ного молока
Помістіть банан в морозилку на 10 хвилин, щоб він трохи затвердів. Покладіть всі інгредієнти до блендера і змішуйте до однорідної густої консистенції.
Чорничний-журавлинний
1 банан, 1/3 склянки (160 мл) чорниці або лохини (свіжої або замороженої), 150 мл натурального йогурту, 2 чашки журавлини (свіжої або замороженої).
При використанні заморожених ягід дайте їм трохи розморозитися. Потім змішайте банан і ягоди в блендері (періодично помішуйте), додайте йогурт і продовжуйте збивати до густої консистенції.
Смузі з мюслі
125 г знежиреного йогурту, 120 г полуниць, 2 ст. л. води, 100 мл нежирного молока, 3 ст. л. мюслі з родзинками і горіхами.
Йогурт, воду і полуницю змішайте в блендері. Мюслі залийте молоком, додайте до смузі і ще трохи збийте.
Ягідно-протеїновий мікс
1 склянка чорниці, 1 склянка журавлинного соку, 2 яйця.
Збийте в блендері яйця з чорницею, потім повільно вливайте в суміш журавлинний сік до отримання густого напою.
Екзотика
3 апельсина, 3 плоди маракуї, 1 манго, 4 стебла селери.
Вимийте селеру, очистіть манго та апельсин від шкірки. Вичавіть сік із селери. У блендері змішайте шматочки апельсину та манго. М'якоть маракуї разом із соком селери додайте в блендер до апельсину і манго. Змішайте всі інгредієнти до однорідної густої консистенції.
Гранатовий
2 гранати, 250 мл чорниці, 150 мл біойогурті, 250 мл нежирного молока.
Гранатові зерна змішайте з чорницею і йогуртом в блендері. Потім додайте молоко і збийте всі інгредієнти.
Овочевий класичний
Стакан кефіру (1%-ной жирності), 1 стиглий томат, 1 огірок, зелень (кріп, петрушка), салат або селера, часточка часнику, сіль, чорний мелений перець.
Очистіть від шкури томат (обдайте окропом — і шкурка злізе сама), поріжте шматочками огірок, стебла селери або салату. Помістіть все в блендер, збивайте до отримання однорідної маси.
Томатний з селерою
1/2 склянки соку селери, 1/2 склянки стиглих томатів з м'якоттю, 3 шматочки ківі для прикраси. Сіль, спеції за смаком
Вичавіть сік із селери, змішайте з томатами, додайте сіль і спеції. Прикрасьте шматочками ківі.
Зелений фреш з огірком та яблуком
1 середній огірок, 1 яблуко зеленого кольору, 200 г стебел селери, 1 лайм, кріп, сіль, спеції за смаком.
Огірок, яблуко, лайм, селеру й зелень змішайте в блендері. Додайте сіль і спеції за смаком. Прикрасьте листям м'яти.
Буряково-гранатовий
400 г буряка, 500 г плодів граната, 1 ч. л. меду.
Буряк промийте, очистіть, наріжте на невеликі часточки і змішайте в блендері. Додайте туди зерна граната, мед, збийте все до однорідної суміші. Додайте сіль, спеції.